# Gujana na Mistrzostwach Świata w Lekkoatletyce 2009
Gujana na Mistrzostwach Świata w Lekkoatletyce 2009 reprezentowana była przez 3 zawodników (2 kobiety i 1 mężczyzna). Żadnemu z nich nie udało się zdobyć medalu.

## Występy reprezentantów Gujany

### 100 m mężczyzn
- Adam Harris - 32. miejsce w ćwierćfinałach - 10,39s (nie awansował do półfinału)

### 200 m mężczyzn
- Adam Harris - 43. miejsce w eliminacjach - 21,28s (nie awansował do ćwierćfinału)

### 400 m kobiet
- Aliann Pompey - 11. miejsce w półfinałach - 50,71s (nie awansowała do finału)

### 800 m kobiet
- Marian Burnett - 21. miejsce w eliminacjach - 2:02,75 (nie awansowała do półfinału)